# Albert Dohmen
Albert Dohmen (Krefeld, 1956) is een Duitse bas-bariton. Hij speelt voornamelijk rollen in opera's van Richard Wagner.
In 2007 debuteerde hij op het Festival van Bayreuth als Wodan in Der Ring des Nibelungen van Wagner.
Dohmen speelt in november en december 2009 Johannes de Doper in een uitvoering van de opera Salomé van Richard Strauss bij de Nederlandse Opera in het Muziektheater in Amsterdam.